# Peter Kuper
Peter Kuper (22 de setembro de 1958) é um cartunista norte-americano, mais conhecido por suas observações autobiográficas, políticas e sociais.
Além de suas contribuições à antologia política World War 3 Illustrated, que co-fundou em 1979 com Seth Tobocman, Kuper é atualmente mais conhecido por assumir desde 1997 a tira Spy vs. Spy para a revista Mad. Kuper produziu inúmeras novelas gráficas que foram traduzidas para francês, alemão, espanhol, italiano, português, sueco e grego, incluindo adaptações premiadas de "Desista"! e A Metamorfose, de Franz Kafka.